# The Ballad of Chasey Lain
The Ballad of Chasey Lain – utwór Bloodhound Gang wydany na singlu 14 lutego 2000 roku, który ponadto pojawił się na albumie Hooray for Boobies, wydanym w roku 1999. Melodia piosenki nawiązuje do kompozycji zespołu Depeche Mode „Sea of sin”.